# Мазепа Ігор Ярославович
І́гор Яросла́вович Мазе́па (1970—2019) — полковник Збройних сил України, учасник російсько-української війни.

## Життєпис
Народився 1970 року в місті Броди Львівської області. У 1987 році вступив до Харківського національного університету Повітряних сил України імені Івана Кожедуба. Закінчив навчання у 1992 році. Далі після навчання проходив службу в 16 ОаА Броди. Учасник АТО/ООС з 2014 року.
У 2015 році проходив службу на посаді заступника командира з льотної підготовки 18-го окремого вертолітного загону Місії ООН у Демократичній Республіці Конго.
З 2018 року — командир 16-ї авіабригади Сухопутних військ Збройних Сил України.
Загинув 29 травня 2019 року поблизу с. Сестрятин Радивилівського району Рівненської області внаслідок катастрофи вертольота Мі-8 під час навчально-тренувального польоту. Залишилися дружина та син.

## Нагороди
19 липня 2014 року — за особисту мужність і героїзм, виявлені у захисті державного суверенітету та територіальної цілісності України, вірність військовій присязі під час російсько-української війни, відзначений — нагороджений орденом Данила Галицького.
- Медаль за воїнську доблесть і честь.
- Медаль за сумлінну службу 1, 2, 3 ст.
- Медаль за 10, 15 років ЗСУ.
- Нагрудний знак за учасника АТО.
- Медаль за 20 років сумлінної служби.
- Медаль за 25 років служби ветеран служби.
- Медаль за Місію ООН ДР Конго.
- Медаль за місію ООН Республіці Ліберії.
- Нагрудний знак за воїн миротворець.